# Alexander Walerjewitsch Radulow
Alexander Walerjewitsch Radulow (russisch Александр  Валерьевич Радулов; englische Transkription: Alexander Valerievich Radulov; * 5. Juli 1986 in Nischni Tagil, Russische SFSR) ist ein russischer Eishockeyspieler, der seit Juli 2022 bei Ak Bars Kasan in der Kontinentalen Hockey-Liga (KHL) unter Vertrag steht. Zuvor bestritt der Flügelstürmer unter anderem über 500 Partien für die Nashville Predators, Canadiens de Montréal und Dallas Stars in der National Hockey League (NHL). Mit der russischen Nationalmannschaft gewann er jeweils die Goldmedaille bei den Weltmeisterschaften 2008 und 2009. Er ist der jüngere Bruder von Igor Radulow.

## Karriere
Der 1,85 m große Stürmer begann seine Karriere bei Dynamo Moskau in der russischen Superliga sowie bei den Remparts de Québec, die ihn beim CHL Import Draft 2004 als insgesamt neunten Spieler gezogen hatten, in der kanadischen Juniorenliga Ligue de hockey junior majeur du Québec, bevor er beim NHL Entry Draft 2004 als 15. in der ersten Runde von den Nashville Predators ausgewählt wurde.
Nach seiner äußerst erfolgreichen Juniorzeit, in der er 2006 unter anderem als bester Scorer, wertvollster Akteur der LHJMQ und CHL Player of the Year geehrt und ins LHJMQ First All-Star Team gewählt wurde, spielte er zu Beginn der Saison 2006/07 für das Nashville Farmteam Milwaukee Admirals in der American Hockey League. Aufgrund der dort gezeigten Leistungen gehörte er bald zum NHL-Kader der Nashville Predators und gab am 21. Oktober 2006 sein Debüt in der höchsten nordamerikanischen Profiliga gegen die Vancouver Canucks. Sein erstes NHL-Tor erzielte er fünf Tage später im Spiel gegen die San Jose Sharks.

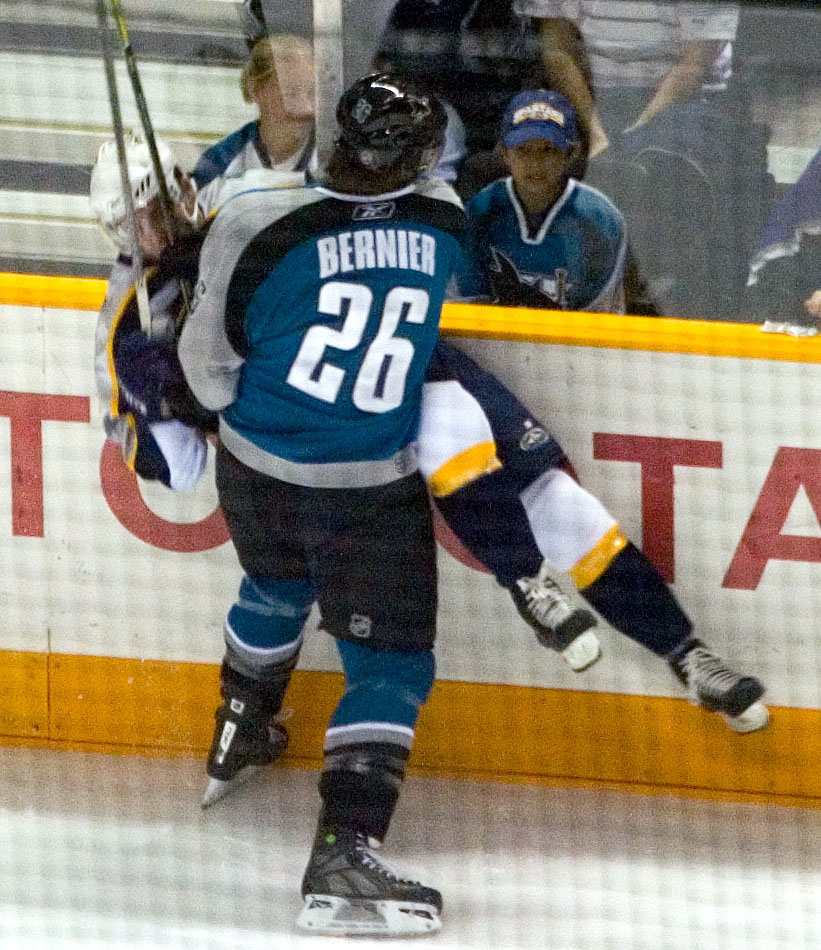
Alexander Radulow wird von Steve Bernier an die Bande gecheckt

Aufgrund seiner starken Leistungen als Rookie wurde Radulow für das im Rahmenprogramm des NHL All-Star Game 2007 stattfindende YoungStars Game nominiert, bei dem er in der Startformation des Teams der Western Conference auflief.
Am 11. Juli 2008 wurde bekannt gegeben, dass Radulow in der Saison 2008/09 in der russischen Kontinentalen Hockey-Liga für Salawat Julajew Ufa spielt. Jedoch stand Radulow für die Saison 2008/09 bei den Nashville Predators unter Vertrag. Da Radulow mit Unterzeichnung bei dem russischen Eishockeyklub gegen ein Abkommen zwischen der NHL und allen internationalen Eishockeyverbänden verstoßen hat, wurde er am 18. Juli von der IIHF für internationale Spiele gesperrt. Ilja Kotschewrin, Vize-Präsident der KHL, gab bekannt, dass Radulow am 5. Juli bei den Salawat Julajew Ufa den Vertrag unterzeichnete und da das spezielle Abkommen zwischen der NHL und allen internationalen Eishockeyklubs erst seit 10. Juli gültig ist, dieses Radulow somit nicht betrifft.
Am 21. März 2012 gaben die Nashville Predators auf einer Pressekonferenz bekannt, dass Radulow mit sofortiger Wirkung erneut zu den Predators wechselt und bereits noch im Verlauf der regulären Saison 2011/12 für die National Hockey League spielberechtigt ist. Radulow hatte sich mit den Predators auf das Engagement geeinigt, da das Management ihm die Möglichkeit unterbreitet hatte, so sein letztes Vertragsjahr in Nashville zu Ende zu bringen. Am Saisonende verließ er das Team wieder und wechselte am 2. Juli 2012 zum HK ZSKA Moskau zurück in die KHL.
Nach vier Jahren in Moskau entschloss sich Radulow im Juli 2016 zu einer weiteren Rückkehr in die NHL und unterzeichnete einen Einjahresvertrag bei den Canadiens de Montréal. Dort wurde er mit 54 Punkten zum zweitbesten Scorer des Teams, konnte sich jedoch mit den Canadiens auf keinen weiterführenden Vertrag einigen. In der Folge unterzeichnete er im Juli 2017 als Free Agent einen neuen Fünfjahresvertrag bei den Dallas Stars, der ihm ein durchschnittliches Jahresgehalt von 6,25 Millionen US-Dollar einbringen soll. In der Spielzeit 2018/19 erreichte er in der NHL erstmals die Marke von 1,0 Punkten pro Spiel. Mit den Stars erreichte er in den Playoffs 2020 das Endspiel um den Stanley Cup, unterlag dort jedoch den Tampa Bay Lightning mit 2:4. Von der Folgesaison 2020/21 verpasste er den Großteil verletzungsbedingt. Nachdem er auch in der Spielzeit 2021/22 nicht an seine vorherigen Leistungen anknüpfen konnte, kehrte er zur Saison 2022/23 in die KHL zurück und schloss sich dort Ak Bars Kasan an.

### International
Mit der russischen Nationalmannschaft gewann Alexander Radulow bei den U20-Junioren-Weltmeisterschaften 2005 und 2006 die Silbermedaille sowie bei der U18-Junioren-Weltmeisterschaft 2004 die Goldmedaille. Bei Junioren-Weltmeisterschaften erzielte der Russe in 18 Spielen insgesamt fünf Tore und neun Assists. Zudem gewann er in den Jahren 2008 und 2009 die Goldmedaille bei der Weltmeisterschaft mit der Sbornaja. Im Jahr 2007 war es die Bronzemedaille.

## Erfolge und Auszeichnungen
| - 2005 LHJMQ All-Rookie Team - 2006 Trophée Jean Béliveau - 2006 LHJMQ-Offensivspieler des Jahres - 2006 Trophée Michel Brière - 2006 LHJMQ First All-Star Team - 2006 CHL Top Scorer Award - 2006 CHL First All-Star Team - 2006 CHL Player of the Year - 2006 Memorial-Cup-Gewinn mit den Québec Remparts - 2006 Stafford Smythe Memorial Trophy - 2006 Memorial Cup All-Star Team - 2007 Teilnahme am NHL YoungStars Game - 2009 Teilnahme am KHL All-Star Game | - 2010 Teilnahme am KHL All-Star Game - 2010 KHL-Stürmer des Monats März - 2010 Topscorer der KHL-Playoffs - 2010 Bester Vorlagengeber der KHL-Playoffs (gemeinsam mit Alexei Zwetkow) - 2011 Teilnahme am KHL All-Star Game - 2011 Topscorer der KHL-Hauptrunde - 2011 KHL-Stürmer des Monats Februar - 2011 Gagarin-Pokal-Gewinn mit Salawat Julajew Ufa - 2011 KHL-Stürmer des Monats Dezember - 2012 Teilnahme am KHL All-Star Game - 2012 Topscorer der KHL-Hauptrunde - 2013 All-Star-Team der KHL - 2015 KHL-Stürmer des Monats März |

### International
| - 2004 Goldmedaille bei der U18-Junioren-Weltmeisterschaft - 2005 Silbermedaille bei der U20-Junioren-Weltmeisterschaft - 2006 Silbermedaille bei der U20-Junioren-Weltmeisterschaft | - 2007 Bronzemedaille bei der Weltmeisterschaft - 2008 Goldmedaille bei der Weltmeisterschaft - 2009 Goldmedaille bei der Weltmeisterschaft |

## Karrierestatistik
Stand: Ende der Saison 2022/23

### International
Vertrat Russland bei:
| - U18-Junioren-Weltmeisterschaft 2004 - U20-Junioren-Weltmeisterschaft 2005 - U20-Junioren-Weltmeisterschaft 2006 - Weltmeisterschaft 2007 - Weltmeisterschaft 2008 | - Weltmeisterschaft 2009 - Olympischen Winterspielen 2010 - Weltmeisterschaft 2011 - Weltmeisterschaft 2013 - Olympischen Winterspielen 2014 |

(Legende zur Spielerstatistik: Sp oder GP = absolvierte Spiele; T oder G = erzielte Tore; V oder A = erzielte Assists; Pkt oder Pts = erzielte Scorerpunkte; SM oder PIM = erhaltene Strafminuten; +/− = Plus/Minus-Bilanz; PP = erzielte Überzahltore; SH = erzielte Unterzahltore; GW = erzielte Siegtore; 1 Play-downs/Relegation; Kursiv: Statistik nicht vollständig)

## Persönliches
Alexander Radulov ist verheiratet und hat einen Sohn.